# Mishṭāʿ al-ŷrīsh
El mishṭāʿ al-ŷrīsh (en árabe: مشطاح الجريش‎) es un pan plano típico de la región de Yabal ʿAmil, en el sur del Líbano. Tiene forma ovalada, con un largo de alrededor de 25 cm y un grosor de alrededor de 1,5 cm. La masa es a base de harina de trigo blando, bastante aceitada con oliva y a menudo se condimenta con anís, sésamo y mahleb para aromatizar el pan. Se hornea tradicionalmente en el furníe (فرنية), un horno de barro y leña, aunque hoy es más común cocerlo en hornos eléctricos. Es consumido durante la zahora del Ramadán (la comida antes que amanezca), con queso, aceitunas o makdús.
Ŷarīsh o ŷrīsh es una variedad local de trigo blando, mientras que mishṭāʿ proviene del verbo ishṭāʿ, ‘aplanar’. Es decir, ‘pan plano de ŷarīsh’. El mishṭāʿ al-ŷrīsh es más grueso que un pan árabe o pita, es decir, sí tiene miga.
El mishṭāʿ al-ŷrīsh fue incluido en el Arca del Gusto.